# Сокіл Олексій Якович
Сокіл Олексій Якович  (нар. 26 лютого 1870, с. Скопці Переяславського повіту Полтавської губернії, сучасне с. Веселинівка Баришівського району Київської області — 22 вересня 1939, Дніпродзержинськ) — український живописець, скульптор, архітектор, інженер-будівельник, педагог, автор пам'ятника «Прометей Розкутий» у Кам'янському, який пізніше став символом міста і помітно вплинув на розвиток української радянської архітектури та монументального мистецтва.

## Життєпис
Народився 26 лютого 1870 року в селі Скопцях Переяславського повіту Полтавської губернії (тепер село Веселинівка Баришівського району Київської області). Його батько, як і дід, і прадід, були майстерними пічниками і майбутній живописець, скульптор, архітектор, інженер-будівельник, ще дитиною розписував, як це заведено в Україні, печі, складені чоловіками сім'ї. Олексій Сокіл закінчив церковноприходську школу в рідному селі, згодом — реальне училище в Києві, Московське училище живопису, і архітектури (В. Сєров) і, нарешті, Санкт-Петербурзьку академію мистецтва (1903—1911), де навчався в майстерні І. Рєпіна.
Молодий художник оселився в Петербурзі, мав майстерню на Малому проспекті Васильєвського острова. Він розписував церковні інтер'єри, створював проекти монументів, житлових будинків, церков.Його роботи експонувалися на виставках, в тому числі закордонних. Перша світова війна застала художника у Франції. До Росії повернувся в 1914 році, де одержав замовлення на виконання розписів Миколаївської церкви в Кам'янському і на спорудження житлового будинку для іноземних фахівців металургійного заводу. В 1915 році О. Я. Сокіл приїхав до Кам'янського і залишився там жити й працювати до самої смерті 23 вересня 1939 року.

## Історія пам'ятника «Прометей розкутий»

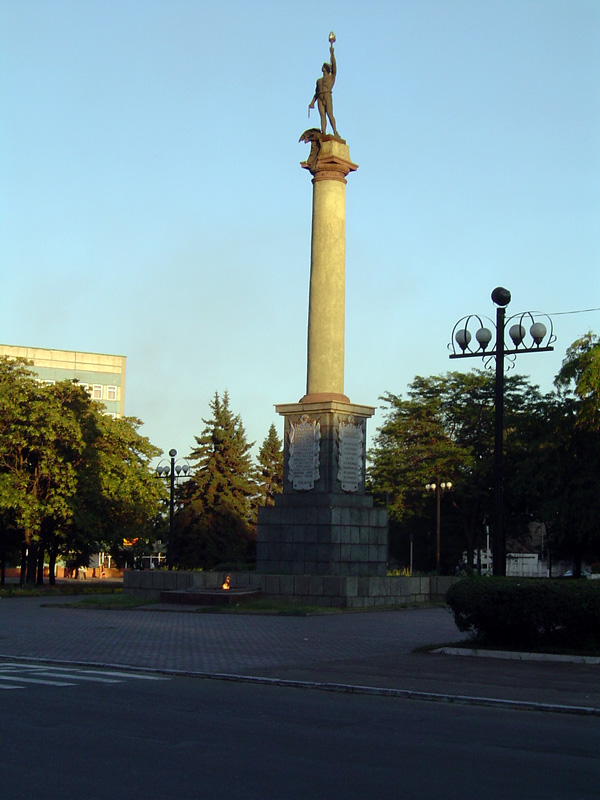
Символ Кам'янського — Прометей, що розірвав кайдани

Символ Кам'янського. Чому саме Прометей був обраний символом революції й міста. Річ у тім, що художник усе життя був палким прихильником творчості Тараса Шевченка, зібрав чудову бібліотеку рідкісних видань «Кобзаря». Коли постало питання про пам'ятник на братській могилі загиблих металургів-революціонерів, саме поема "Кавказ" надихнула його на роботу над образом Прометея, який розірвав кайдани і подарував людям вогонь. Прометей асоціювався для нього з революційними подіями Кам'янського, коли повсталі робітники "вогняних професій" металургійного заводу  скинули з воріт прохідної заводу символ російського царату — двоголового орла.
Фігуру Прометея відлив з чавуну найкращий ливарник заводу С. В. Гречнєв, активний учасник революційних подій, перший голова міської Ради робітничих депутатів.
О. Я. Сокіл виконав також проект п'єдесталу у вигляді доричної колони і сам керував спорудження монументу, урочисте відкриття якого було приурочене до 5-ї річниці революції 6 листопада 1922 року. Монумент відразу ж став популярним і був відтвореним на сторінках преси.
В роки окупації в 1941 році пам'ятник був зруйнований фашистами, але після вибуху скульптура хоча й була пошкоджена, вціліла. Працівникам трамвайного депо вдалося її врятувати від переплавлення, і в 1944 році пам'ятник був відновлений. У 2000 році міська влада напередодні святкування 250-річчя  Кам'янського вирішила замінити скульптуру Прометея на сучаснішу. Однак улюблений містянами  класичний Прометей О.Я.Сокола після реставрації архітектором Г.Хачатряном знову піднявся на постамент, хоча й скромніший, на території музею історії міста.

## Творча спадщина
Сокіл О. Я. захоплювався розписом церковних інтер'єрів. На жаль, розписи Свято-Миколаївської заводської церкви у Кам'янському (в радянські часи — музей революції Дніпродзержинська) були безжалісно знищені. Проте до нашого часу дійшли його оригінальні розписи в храмах Харкова та Полтави (Зокрема, в Самсонівській церкві біля музею Полтавської битви). Мальовничі художні полотна митця, портрети зберігаються у Венеціанській картинній галереї в Італії, скульптура Прометея роботи О.Я.Сокола у зменшеному вигляді експонується в музеї історії металургійного комбінату у м. Кам'янське. Основним захопленням митця було будівництво. Як фахівець-начальник будівельного цеху металургійного заводу, він споруджував доменні печі металургійного заводу, викладав у місцевій гімназії та технікумі, водночас зумів створити унікальні споруди, гідні столиць, серед яких — клуб робітників (сучасний палац культури металургів) по проекту В. Заболотного, комплекс заводського санаторію в селі Щурівка (неподалік від міста Верхньодніпровська Дніпропетровської області за проектом О. О. Тація, М. К. Іванченка та Б. О. Ведернікова. До наших днів місто Кам'янське прикрашають пам'ятники архітектури: ліве крило головної контори заводу на вул. Соборна, житловий будинок для іноземних фахівців по вул.Інститутській, а також його власний будинок з мансардою на розі вулиць Олексія Сокола та Пушкінської.
Любов Алексієвська, член Національної спілки журналістів України, член історико-краєзнавчого товариства «Кам'янське-Дніпродзржинськ».